# إيكاسينا غسفلدية
إيكاسينا غسفلدية (الاسم العلمي:Icacina guessfeldtii) هي نوع غير مؤكد من النباتات يتبع جنس الإيكاسينا من الفصيلة الإيكاسينية.